# Fresno de Nidáguila
Fresno de Nidáguila es un despoblado español del municipio de Merindad de Río Ubierna, perteneciente a la provincia de Burgos, en la comunidad autónoma de Castilla y León.

## Historia
Hacia mediados del siglo XIX, el lugar, por entonces con ayuntamiento propio, tenía contabilizada una población de 12 habitantes. Aparece descrito en el octavo volumen del Diccionario geográfico-estadístico-histórico de España y sus posesiones de Ultramar de Pascual Madoz con las siguientes palabras:

FRESNO DE NIDAGUILA: l. con ayunt. en la prov., dióc. aud. terr. y c. g. de Burgos (6 leg.), part. jud. de Sedano (2): sit. en una lastra al pie de una cord.; el clima es frio, los vientos reinantes el N. y S., y las enfermedades mas comunes dolores reumáticos. Tiene 10 casas, un torreon ó cast. ant. igl. parr. (San Miguel Arcangel), servida por un cura párroco, y una fuente en dicho cast. de aguas frias si bien bastante gruesas. Confina el térm. N. Mazuela; E. Nidaguila; S. Montorio, y O. Masa. El terreno es escabroso y poco productivo, bañándolo un pequeño arroyo, que solo corre en el invierno. Los caminos son de pueblo á pueblo, contándose entre ellos el que conduce de Burgos á Sedano, de cuya v. se recibe la correspondencia por medio de balijero. prod.: trigo, cebada y legumbres; ganado vacuno, lanar y cabrio; y caza de perdices y liebres. ind.: la agrícola. pobl.: 4 vec., 12 alm. cap. prod.: 138,010 rs. imp. 13.164. contr.: 635 rs. 16 mrs.
(Madoz, 1847, p. 189)

El municipio de Fresno de Nidáguila desapareció de cara al censo de 1857, al incorporarse al de Masa.